# Madieu Ulbrich
Madieu Ulbrich (* 1993 in Krefeld) ist ein deutscher Schauspieler und Sprecher. Er absolviere seine Schauspielausbildung an der Schauspielschule der Keller in Köln und stand schon während seiner Ausbildung vor der Kamera und auf der Bühne. Bekannt wurde er durch seine Rollen in Tender Hearts, Oh Hell, Life’s a Glitch, Merz gegen Merz und Alles oder Nichts. 

## Leben
Ulbrich studierte von 2016 bis 2020 Schauspiel an der Schauspielschule der Keller.
Schon während dieser Zeit hatte er bereits wiederkehrende Rollen in TV-Serien wie „Merz gegen Merz“ oder „Die Heiland“. Er spielte auch bereits während der Ausbildung mehrfach auf der Bühne des Theater der Keller in Köln. Unter der Regie von Charlotte Sprenger gewann er mit „Clockwork Orange“ den Heidelberger Theaterpreis 2018. Neben seiner Tätigkeit auf der Bühne und vor der Kamera ist er auch regelmäßig als Sprecher tätig.
Madieu Ulbrich lebt in Köln.

## Filmografie (Auswahl)
- 2017: Die Grillen lügen (KhfM Köln)
- 2017: Die Chefin: Der Neue (ZDF)
- 2018: Alles oder Nichts (Sat.1)
- 2018: Wir sind jetzt (RTL2)
- 2018–2019: Unter uns (RTL)
- 2018–2019: Rabenmütter (Sat.1)
- 2019: Heldt: Superheld (ZDF)
- 2019: Aus Haut und Knochen (Sat.1)
- 2019: Marie Brand und die Liebe zu viert (ZDF)
- 2019: Merz gegen Merz (ZDF)
- 2020: To Look is to Die (KhfM Köln, Kurzfilm)
- 2020: Die Heiland: Stunde der Wahrheit (ARD)
- 2020: 2 Minuten (ARD Webserie)
- 2020, 2021, 2025: SOKO Köln (ZDF)
- 2020: Vielleicht bis bald (KhfM Köln, Kurzfilm)
- 2021: Die Heiland – Wir sind Anwalt: 48 Stunden (ARD)
- 2021: Unlock (WDR funk Webserie)
- 2021: Morden im Norden (ARD)
- 2021: WaPo Duisburg (ARD)
- 2021: Helene (Magenta TV/TNT)
- 2021: Oh hell (Magenta TV/TNT)
- 2021: Life’s a Glitch (Netflix-Serie)
- 2023: Morden im Norden (ARD)
- 2023: Tender Hearts (Sky)
- 2023: Die Heiland – Wir sind Anwalt: Die Lüge (ARD)
- 2024: Mord mit Aussicht : Renate (ARD)

## Theater (Auswahl)
- 2017–2020: Theater der Keller, Köln
  - Nichts (Regie: Fabian Rosonsky)
  - Das Fest (Regie: Charlotte Sprenger)
  - Clockwork Orange (Regie: Charlotte Sprenger)